# Kang Mi-na
Đây là một tên người Triều Tiên, họ là Kang.
Kang Mi-na (tiếng Hàn: 강미나, Hanja: 康美娜, Hán Việt: Khương Mỹ Na; sinh ngày 4 tháng 12 năm 1999) là nữ ca sĩ người Hàn Quốc, thuộc quyền quản lý của Jellyfish Entertainment, được biết tới nhiều nhất vì đứng thứ chín chung cuộc trong cuộc thi sống còn của đài Mnet - Produce 101. Mina là cựu thành viên của nhóm nhạc nữ I.O.I thuộc show truyền hình Produce 101. Hiện tại, Mina đang là thành viên của Gugudan.

## Tiểu sử
Kang Mi-na được sinh ra tại Icheon, Gyeonggi, Hàn Quốc nhưng đã chuyển đến thành phố Jeju và sống ở đó.
Mina tốt nghiệp Trường Trung học Nữ sinh Jeju và hiện đang theo học tại Trường Trung cấp Nghệ thuật Biểu diễn Seoul. Cô là một trong những học sinh thuộc tốp đầu của trường và học khoa nghiên cứu vũ đạo.

## Sự nghiệp

### Tham gia Produce 101 và ra mắt
Tháng 1 năm 2016, Mina cùng các thực tập sinh cùng công ty là Kim Se-jeong và Kim Na-young, đại diện cho Jellyfish Entertainment tham gia chương trình thực tế sống còn tìm ra các thực tập sinh tài năng Produce 101 với mong muốn được ra mắt như một nhóm nhạc dưới tướng của Mnet.

### Ra mắt cùng với I.O.I
Chương trình kết thúc vào ngày 1 tháng 4 năm 2016, và danh sách 11 cô gái chiến thắng được công bố, trong đó Mina xếp thứ chín với 173,762 phiếu bầu và trở thành thành viên chính thức của nhóm nhạc dự án hoạt động trong vòng 1 năm I.O.I.
| Lần đánh giá                          | Ca khúc                     | Xếp hạng  |
| ------------------------------------- | --------------------------- | --------- |
| Ca khúc debut của một số nhóm nhạc nữ | I Don't Know (Apink)        | 8         |
| Dance/Vocal/Rap                       | Say My Name (Destiny Child) | 5         |
| Biểu diễn theo concept                | 24 Hours                    | 15        |
| Bài biểu diễn cuối cùng               | Crush(cùng top 22)          | 9 (debut) |

### Ra mắt với Gugudan
Vào ngày 10 tháng 6, YMC Entertainment thông báo rằng Mina sẽ không tham gia vào nhóm nhỏ đầu tiên của I.O.I, nhưng sẽ trở về công ty chủ quản để ra mắt cùng với nhóm nhạc của công ty là Gugudan. Ngày 28 tháng 6, Mina chính thức ra mắt cùng Gugudan.

## Danh sách chương trình truyền hình
| Năm         | Tên tiếng Anh                 | Tên tiếng Hàn    | Kênh | Chú thích                                                        |
| ----------- | ----------------------------- | ---------------- | ---- | ---------------------------------------------------------------- |
| 2016        | Produce 101                   | 프로듀스 101     | Mnet | Thí sinh Xếp hạng chín chung cuộc với 173,762 bình chọn          |
| 2016        | The Girls Who Eats Well       | 잘 먹는 소녀들   | JTBC |                                                                  |
| 2016        | Cheonhajangsa                 | 천하장사         | JTBC | Tập 3 và 4 Khách mời cùng Kim Se-jeong                           |
| 2018        | Running Man                   | 런닝맨           | SBS  | Tập 388, 389 Khách mời cùng Lee Da-hee, Goo Ha-ra, Seol In-ah    |
| 2018        | Battle Trip                   | 배틀 트립        | KBS2 | Tập 89, 90 Khách mời cùng Choi Yoo-jung (Weki Meki)              |
| 2018 - 2020 | Show! Music Core              | 쇼! 음악중심     | MBC  | MC cố định (24/02/2018 - 18/01/2020)                             |
| 2019        | Law of the Jungle in Thailand | 정글의 법칙      | SBS  | Thành viên                                                       |
| 2019        | Running Man                   | 런닝맨           | SBS  | Tập 471 Khách mời cùng Hwang Chi-yeul, Tiffany, Park Yoo-na      |
| 2019        | Happy Together 4              | 해피투게더 시즌4 | KBS2 | Tập 52 Khách mời cùng Jung Dong-hwan, Nam Kyung-eup, Bae Hae-sun |

## Danh sách phim
| Năm  | Tên phim                            | Kênh phát sóng | Vai diễn    | Ghi chú |
| ---- | ----------------------------------- | -------------- | ----------- | ------- |
| 2019 | Khách sạn ma quái (Hotel del Luna)  | tvN            | Kim Yoo Na  | Vai phụ |
| 2022 | Café Minamdang (Tiệm cà phê mỹ nam) | KBS2           | Nam Hye Jun | Vai phụ |